# عمر يحيى
عمر يحيى الفرجي (1899- 14 فبراير 1979) شاعر سوري من حماة.

## سيرته
ولد الشاعر عمر يحيى الفـَرَجي في مدينة حماة عام  1899[1]، والده الشيخ العالم الصالح يحيى الفرجي وأخواله من آل شاكر، توفي والده الشيخ يحيى وكان عُمَرُ طفلاً في الثالثة من عمره وبعد شهرين توفيت والدته فذاق منذ نعومة أظفاره مرارة اليتم وقسوة الحياة، واحتضنه بعدها ابن عمته السيد نعمان أسعد الكيلاني وكان من العلماء البارعين في الفقه والنحو والفرائض فحفظ وهو لايزال طفلاً القـرآن الكـريم والآجُرّومِيَّة في النحو والصرف  والرحبية في الفرائض وقسماً كبيراً من ألفية ابن مالك.
كان كثير المطالعة لكل ما تقع عليه يداه من كتب التاريخ والأدب، تتلمذ في سني دراسته الأولى على يد الشيخ أحمد الدرويش في جامع الشيخ إبراهيم في حماة، وتابع دراسته في مدرسة إعدادي حماة وكان معه على مقاعدها آنذاك رفيقا طفولته شـاعر العاصي بدر الدين الحامد والقاضي الشاعر إبراهيم العظم، أما دراسته الثانوية فقد أمضاها  في الكلية الصلاحية في القدس وكان من لداته المعروفين الأديب قدري العمر والمجاهد عثمان الحوراني وقد تتلمذوا هناك مع رفاق دراستهم على أيدي نخبة المفكرين والأدباء المعروفين في بلاد الشام في تلك الحقبة أمثال اسعاف النشاشيبي والشيخ بدر الدين النعساني وأمين سويد ومحمد رستم والشيخ أمين الغوري والشيخ موسى البديري ووهبي الوفائي وجودة الهاشمي وفي هذه الفترة درس عمر يحيى الآداب العربية والفرنسية والفارسية  وبقي في القدس إلى أن دخلها الجيش العربي فعاد مع أصدقائه إلى حماة وعمل معلماً في المعارف آنذاك، وبعد دخول الجيش الفرنسي إلى سورية انتسب مع أصدقائه إلى النادي الأدبي الذي كان رئيسه الدكتور المجاهد صالح قنباز ومعاونه الدكتور توفيق الشيشكلي، وفي عام 1924 انتقل الشاعر عمر يحيى بعد أن رفض قرار نقله إلى خارج حماة إلى مدرسة دار العلم والتربية حيث قضى فترة من أخصب فترات حياته علماً وعملاً وجهاداً.
في عام  1930  انتقل عمر يحيى إلى البحرين بطلب من ساطع الحصري الذي كان رئيسًا للمعارف العراقية آنذاك ملتحقاً برفيقه الأستاذ عثمان الحوراني وبقيا هناك ستة أشهر إلى أن اضطرت السلطات الإنكليزية إلى إخراجهما ليلاً إلى عُمان منفيين بتهمة تنبيه الأفكار وعرض حقيقة الإنكليز ودسائسهم ولما رأته السلطات من مظاهرات لاعهد لها بها، وبعد أسبوعين من الإقامة في عمان أبحرا إلى الهند حيث بقيا فيها شهراً ونصف  شهر غادراها بعدها إلى بغداد فقضيا فيها ثلاثة أشهر  رجعا  بعدها إلى حماة حيث عاد عمر يحيى مدرساً في مدرسة دار العلم والتربية.
في عام  1934 انتقل إلى  أنطاكية وأقام فيها سنتين يدرس في مدارسها ومعاهدها وعانى في أثنائها مع رفاقه وتلامذته مأساة سلب اللواء وسلخه عن الوطن الأم، وعاد بعدها إلى حلب مدرساً في ثانويتي المأمون (التجهيز الأولى ) ومعاوية حتى عام  1950  إذ عاد فيه إلى حماة مديراً للمعارف، وفي عام 1957 نقل مدرساً للغة العربية في ثانوية عائشة لمدة عام واحد نقل بعدها مديراً للمعارف في حمص لمدة عام واحد وأحيل إلى التقاعد عام  1960، وبعدها انتقل إلى مدينة حلب مدرساً للغة العربية وآدابها في مدارسها الخاصة ( الثانوية الشرعية ومعهد الأخوة ومعهد حلب العلمي).
في عام 1966  افتتحت كلية الآداب ( قسم اللغة العربية ) في جامعة حلب وكانت تسمى كلية اللغات فاختير عمر يحيى من قبل المشرفين على القسم، وكانوا كلهم ممن تعلموا اللغة العربية وآدابها على يديه، لتدريس مادتي النحو والعروض واستمر على ذلك سبع سنوات حتى عام  1973 إذ أثقل كاهله  المرض فأنهى مشواره التعليمي بعد أكثر من خمسين عاماً قضاها في خدمة التربية والتعليم كان فيها الكاتب الكبير والشاعر الجريء والمعلم الكبير والمناضل الثائر. 
كان عمر يحيى موسوعياً في علمه بآداب اللغة العربية وتاريخها، ألم بكل دقائقها، أحبها وعشقها فكان حتى وفاته مرجعاً لكل من قصـده في أي مسألة تتعلق  بها أو بتاريخها، أجاد اللغات الفرنسية والفارسية وألم بالتركية والإنكليزية، كانت أشعاره وكتاباته ترافقه وتنبع من معاناته للواقع الذي كان يعيشه وأشعاره في القدس وثورة البراق وميسلون ومجاهدة  المستعمر الفرنسي والجهاد في البحرين وعمان وأحوال الهند وسلب اللواء ومأساة فلسطين وغيرها أكبر دليل على ذلك.
عاش عمر يحيى في سنواته الأخيرة مع أهله وتلامذته وأحبابه حياة هانئة متنقلاً بين مدينتي حماة وحلب إلى أن وافته المنية في حماة في 14 شباط 1979.

## مؤلفاته
1. ديوان البراعم 1936
2. كتب تسهيل الإملاء( مع أسعد طلس ولطفي الصقال ) 1938
3. الرائد في الأدب العربي (مع احسان النص و خليل هنداوي) المطبعة الهاشمية 1948
4. رسالة موجزة في العَروض .
5. كتاب تبسيط العروض (مع شوقي الكيلاني) المطبعة الهاشمية، دمشق 1949
6. العديد من المقالات والترجمات في العشرينيات والثلاثينيات في مجلتي الكشاف والحديث
7. تحقيق كتاب (الوافي في العروض والقوافي) مع الدكتور فخر الدين قباوة، دار الفكر 1970
8. ألقى العديد من المحاضرات في المراكز الثقافية في مدينتي حماة وحلب
9. راجع العديد من رسائل الدكتوراة والماجستير لطلابه
10. ديوان عمر يحيى، الجزء الأول، وزارة الثقافة السورية 1980
11. ديوان عمر يحيى، الجزء الثاني، وزارة الثقافة السورية 1988

## من أشعاره
التزم الشاعر قواعد المنهج التقليدي في الشعر العربي وامتازت لغته بالجزالة كان شعره حماسيا قويا نبه فيه الغافين وحمل فيه على الطاغين.

### اللـــواء السليب
كتبها الشاعر بعد أن فُصل لواء إسكندرون عن سورية، وكان مدرسًا في أنطاكية فاضطر للهجرة من اللواء: